# Tiên An
Tiên An là một xã thuộc huyện Tiên Phước, tỉnh Quảng Nam, Việt Nam.
Xã Tiên An có diện tích 25,17 km², dân số năm 1999 là 3841 người, mật độ dân số đạt 153 người/km².